# Shuqba-Höhle

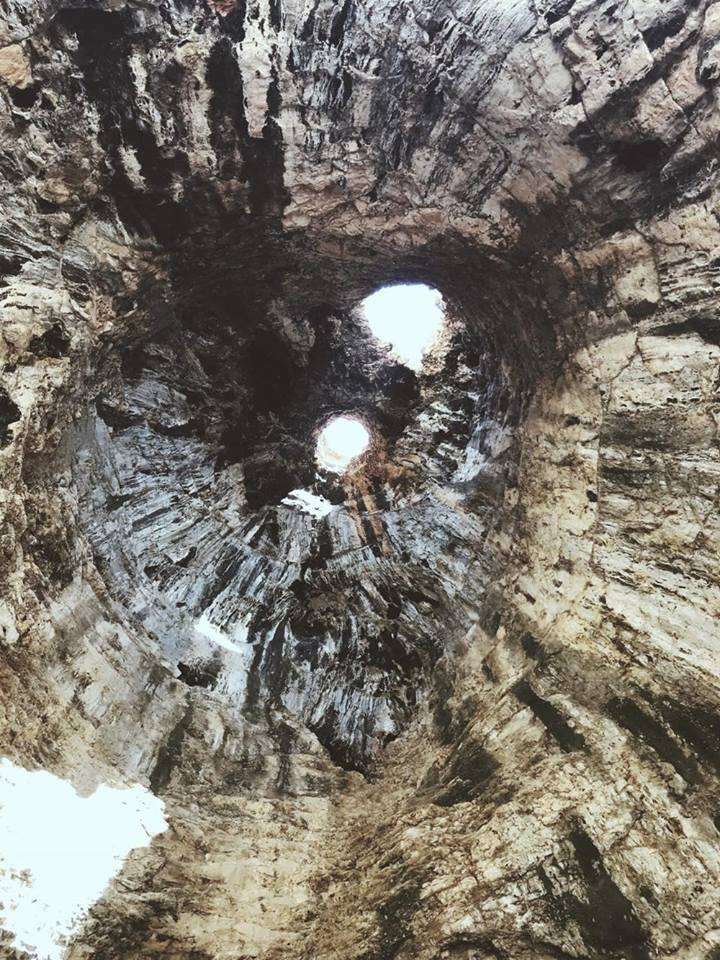
Blick im Inneren der Höhle nach oben

Die Shuqba-Höhle oder Höhle von Schukba (arabisch مغارة شقبا Magharat Schuqba, DMG Maġārat Šuqbā) ist eine archäologische und paläoanthropologische Fundstätte am Nordrande des Wadis an-Natuf, südlich der Stadt Shuqba, im Gouvernement Ramallah und al-Bira der Palästinensischen Autonomiegebiete, rund 28 Kilometer nordwestlich von Jerusalem. Sie barg neben zahlreichem Steingerät der epipaläolithischen Kultur des Natufiens den südlichsten Beleg – einen einzelnen Zahn – für den Aufenthalt von Neandertalern in der Levante. Die Höhle ist Kandidatin zur Aufnahme in die Liste des Welterbes in den Palästinensischen Autonomiegebieten.

## Ausgrabungen und Funde

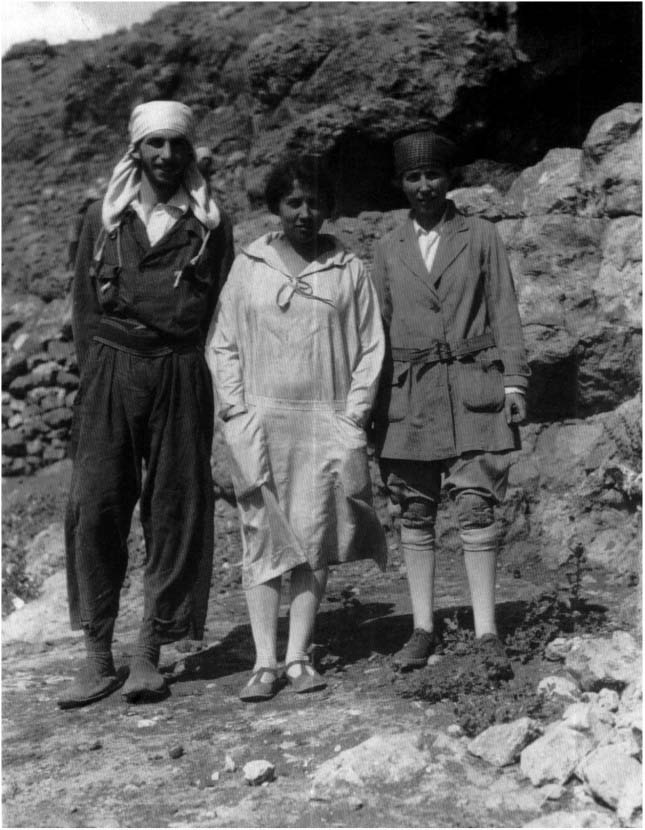
Dorothy Garrod (Mitte, 1928)

Der Eingang zur Shuqba-Höhle liegt ungefähr 22 Meter oberhalb der Talsohle des Wadis an-Natuf auf rund 220 Metern Höhe über dem Meeresspiegel. Das Innere der Höhle ist ein sehr großer Hohlraum von mehr als 20 Metern Höhe mit zwei Öffnungen im obersten Bereich. Erstmals für die Fachwelt beschrieben wurde die Höhle im Jahr 1924 durch den Jesuiten-Pater Alexis Mallon, S.J., der einige bearbeitete Feuersteine in ihr auflas und 1925 über seine Funde in einem Mitteilungsblatt der Université Saint-Joseph (Beirut) berichtete. Als Entdecker kam ihm das Vorrecht zu, die Höhle auch genauer zu erforschen. Er verzichtete jedoch auf dieses Privileg und trat es an die in Jerusalem ansässige British School of Archaeology ab. Diese finanzierte daraufhin von April bis Mitte Juni 1928 eine systematische Grabung in der Höhle, geleitet von der britischen Archäologin Dorothy Garrod und unterstützt durch die Archäologen George Woodbury und Edna Thuner Woodbury sowie eine Gruppe arabischer Arbeiter. Garrod identifizierte zunächst drei, später vier Siedlungsschichten in der Höhle und fand in diesen zahlreiche Artefakte und Fossilien diverser Tierarten sowie zahlreiche Menschen-Knochen und Belege für Beisetzungen aus einer Epoche, die Garrod später als Kultur des Natufien bezeichnete. Ein erster Forschungsbericht erschien bereits 1928. Für die Folgejahre geplante neuerliche Ausgrabungen unterblieben, da Garrod von der British School of Archaeology gedrängt wurde, stattdessen Karsthöhlen im Wadi el-Mughara im Karmel-Gebirge – unter anderem die Tabun-Höhle – zu erforschen. Die große Anzahl homininer Fossilien, die ab 1929 in der Tabun-Höhle und – unweit von dieser – in der Skhul-Höhle und der Kebara-Höhle gefunden wurden, führte dazu, dass den Entdeckungen in der Shuqba-Höhle in den folgenden Jahren kaum noch Aufmerksamkeit geschenkt wurde. Erst Ende der 1990er-Jahre fanden zum Beispiel erneut Grabungen in ihr statt.

### Neandertaler-Backenzahn
Wenig Beachtung fand aufgrund der zahlreichen eindrucksvollen Funde in der Umgebung der Shuqba-Höhle auch ein Fossil aus der untersten Höhlenschicht D, dessen Bergung Dorothy Garrod am 15. Mai 1928 in ihrem Tagebuch wie folgt festhielt: „Human Molar found at about 2m.30 from surface“. Dieser Molar eines Menschen (ein großer Backenzahn) befand sich in enger Nachbarschaft zu Steingerät mit Merkmalen, wie sie typisch für die Epoche des Moustérien sind. Die Merkmale dieses Zahns und eines in der gleichen Schicht entdeckten Schulterblatt-Fragments interpretierte Garrod 1928 als dem „Neanderthal type“ zugehörig. Eine genaue Beschreibung des Backenzahns publizierte jedoch im Jahr 1931 der schottische Anatom und Anthropologe Arthur Keith in seinem Buch New discoveries relating to the antiquity of man. Auch Keith interpretierte den Backenzahn „zweifelsfrei“ als Relikt eines Neandertalers, und zwar aus der rechten Hälfte eines Unterkiefers; zudem sei er größer als die Zähne des Unterkiefers von Mauer und kaum abgenutzt, so dass er vermutete, der Zahn stamme von einem zwölfjährigen Jugendlichen. Zudem vermochte Keith die jüngeren Knochenfunde insgesamt 45 Personen aller Altersgruppen zuzuordnen, woraus er schloss, dass die Höhle vor rund 10.000 bis 8.000 Jahren (cal BP) zumindest zeitweise als Begräbnisstätte gedient habe. Der Zahn und zahlreiche weitere Funde aus den Grabungen von Dorothy Garrod verblieben in der Privatsammlung von Arthur Keith und galten nach dessen Tod im Jahr 1955 als verschollen.

### Wiederentdeckung der Funde
Tatsächlich befanden sich die Fossilien und Artefakte im Archiv des Royal College of Surgeons, was aber erst bekannt wurde, nachdem das Material im Jahr 2001 von dort an das Natural History Museum in London übergeben worden war. Erst mehr als 70 Jahre nach Keiths Beschreibung war auch der Backenzahn – Archivnummer EM 3869 – aus der Shuqba-Höhle wieder für Vergleiche mit anderen Zahnfunden zugänglich. Bestätigt wurde in einer 2021 publizierten Studie, dass es sich um einen wenig abgenutzten großen Backenzahn M1 oder M2 aus einem rechten Unterkiefer handelt, dessen Merkmale charakteristisch für einen Neandertaler sind. Der Zahn war zu diesem Zeitpunkt der südlichste Beleg für die zumindest vorübergehende Anwesenheit von Neandertalern in der Levante und wurde einem sieben- bis zwölfjährigen Kind zugeschrieben.
Die erhalten gebliebenen Steinwerkzeuge, die in unmittelbarem Fundzusammenhang mit dem Zahn geborgen worden waren, gleichen zumeist jenen, die aus anderen Neandertaler-Fundstätten überliefert sind. Einige Steinwerkzeuge seien hingegen einer Technik entsprungen, die fachsprachlich als nubische Levallois-Technik bezeichnet wird und in Nordafrika als Merkmal für die Anwesenheit des anatomisch modernen Menschen (Homo sapiens) gilt. Sollte die Fundsituation in der Shuqba-Höhle nicht durch jüngere Veränderungen infolge der Grablegungen – solche Eingriffe hatte bereits Dorothy Garrod 1928 erwähnt – gestört worden sein, würde dies bedeuten, dass im südlichen Bereich der Levante Neandertaler und anatomisch moderne Menschen die gleiche Vorgehensweise bei der Werkzeugproduktion nutzten.

## Belege
1. ↑  Dorothy A. E. Garrod: Excavation of a Palaeolithic Cave in Western Judaea. In: Palestine Exploration Quarterly. Band 60, Nr. 4, 1928, S. 182–185, doi:10.1179/peq.1928.60.4.182.
2. ↑  Dorothy A. E. Garrod und Dorothea M. A. Bate: Excavations at the Cave of Shukbah, Palestine, 1928. In: Proceedings of the Prehistoric Society. Band 8, 1942, S. 1–20, doi:10.1017/S0079497X0002017X.
3. ↑  Brian Boyd und Zoë Crossland: New fieldwork at Shuqba Cave and in Wadi en-Natuf, Western Judea. In: Antiquity. Band 74, Nr. 286, 2000, S. 755–756, doi:10.1017/S0003598X00060294.
4. ↑  Supplementary Information zu: Nubian Levallois technology associated with southernmost Neanderthals, S. 4. Zugang zum Download.
5. ↑  Arthur Keith: New discoveries relating to the antiquity of man. W.W. Norton & Company, New York 1931, S. 203–214, Volltext.
6. ↑  Isabelle De Groote, Silvia M. Bello, Robert Kruszynski, Tim Compton, und Chris Stringer: Sir Arthur Keith’s Legacy: Re-discovering a lost collection of human fossils. In: Quaternary International. Band 337, 2014, S. 237–253, doi:10.1016/j.quaint.2014.04.047.
7. ↑  Jane Callander: Dorothy Garrod’s Excavations in the Late Mousterian of Shukbah Cave in Palestine Reconsidered. In: Proceedings of the Prehistoric Society. Band 70, 2004, S. 207–231, doi:10.1017/S0079497X00001171.
8. ↑  James Blinkhorn et al.: Nubian Levallois technology associated with southernmost Neanderthals. In: Scientific Reports. Band 11, Artikel-Nr. 2869, 2021, doi:10.1038/s41598-021-82257-6.
9. ↑  Neandertaler und Homo sapiens nutzten beide nubische Levallois-Technik. Auf: shh.mpg.de vom 15. Februar 2021.